# Sungka
Das Spiel Sungka ist eine Mancala-Variante, die von den Philippinen stammt. Sie wird außerdem überall dort auf der Welt gespielt, wo philippinische Migranten leben. Wie das eng verwandte Congkak war es traditionell ein Spiel von Frauen. Sungka wurde erstmals 1894 von dem Ethnologen Stewart Culin außerhalb Asiens beschrieben. Wettkämpfe gibt es auf den Philippinen, in Taiwan, in den USA und Österreich. Das größte Turnier findet beim Kadayawan Sports Festival in Davao City statt. Im Jahr 2004 veranstaltete die Abteilung für Informatik des Imperial College of Science in London, England, ein Sungka-Computerturnier. In Chicago, USA, wird Sungka an der John W. Garvy Elementary School zur Förderung von Schülern eingesetzt, die an Dyskalkulie leiden.
Das längliche Spielbrett (Sungka(h)an), meist kunstvoll aus Holz (z. B. Mahagoni) geschnitzt, besteht aus zwei Reihen mit jeweils sieben Spielmulden. Zusätzlich befindet sich an den beiden Enden je eine große Speichermulde (Bahay) für die gefangenen Steine. Jedem Spieler gehört der Speicher, der zu seiner Rechten liegt.
In jeder Spielmulde liegen zu Beginn der Partie sieben Spielsteine (Sigay), meist Kaurischnecken.
Es gewinnt, wer die meisten Steine fängt.

## Vergleich mit anderen Spielen
Sungka ähnelt stark anderen südasiatischen Mancala-Varianten, wie Naranj (Malediven), Dakon (Java), Congkak (Malaysia, Singapur, Indonesien) und Tchonka (Marianen). Das Spiel unterscheidet sich von dem in den USA und Europa bekannten Kalaha vor allem dadurch, dass der Zug fortgesetzt wird, wenn der letzte Stein in eine gefüllte Spielmulde fällt. Geschieht das, wird der Inhalt dieser Mulde aufgenommen und weiterverteilt. Ein Zug endet erst, wenn der letzte Stein in eine leere Spielmulde gelegt wird. Ein weiterer Unterschied besteht darin, dass in Sungka der erste Zug simultan ausgeführt wird. Dies soll den Anzugsvorteil ausgleichen. Das Spiel unterscheidet sich von Congkak dadurch, dass gegen den Uhrzeigersinn gespielt wird.

## Kulturelle Bedeutung
Sungka ist ein wichtiges Instrument der Identitätsstiftung, besonders für philippinische Migranten. Dies zeigt sich in Sungka-Turnieren, die weit entfernt von der philippinischen Heimat stattfinden, und bei der Repräsentation philippinischer Kultur durch Sungka-Demonstrationen auf interkulturellen Festen. Die identitätsbildende Funktion des Spiels wird auch in dem Kinderbuch Sungka and Smiling Irish Eyes, A Boy discovers what it means to be Half-Irish and Half-Filipino (dt.: Sungka und lächelnde irische Augen; ein Junge entdeckt, was es bedeutet halb irisch und halb philippinisch zu sein) von Natalie Gonzales-Sullaway thematisiert. Die Feministin, Dichterin und Kommunikationswissenschaftlerin Alison M. De La Cruz schrieb 1999 die Performance Sungka, welche die gesellschaftlichen und familiären Erwartungen in Bezug auf Gender-spezifischem Verhalten und Sexualität, Rasse und ethnischer Zugehörigkeit analysiert, in dem sie mit einer Sungka-Partie verglichen werden. De La Cruz verarbeitete damit auch ihr eigenes lesbisches Coming Out. Große Bekanntheit erreichte in den USA ihr Gedicht That Age, das Teil der Performance war.
Außerdem wird Sungka bis heute von Wahrsagern und Propheten, die auf den Philippinen Bailan oder Maghuhula heißen, als divinatorisches Hilfsmittel verwendet. Ältere Menschen versuchen auf diese Weise herauszufinden, ob die Reise von Jugendlichen an einem bestimmten Tag günstig ist, und Mädchen, ob sie und wenn ja, wann sie heiraten werden.
Früher benutzte man das Sungka-Brett auch für mathematische Berechnungen, die von indischen Ethnomathematikern untersucht wurden.
Obwohl die Regeln des Sungka sich kaum von denen des Congkak unterscheiden, wird Sungka doch als typisch philippinisches Spiel empfunden.

## Philippinisches Rätselgedicht
“Aso co sa pantalan, lumucso nang pitong balon, umuli nang pitong
gubat, bago nag tanao dagat. (Tag.) Sungkahan.”

„Mein Hund sprang vom Kai über sieben Brunnen, sprang wieder über sieben Wälder, bevor er das Meer sah. (Antw.) Sungka-Brett.“